# Léon-Augustin Lhermitte
Léon-Augustin Lhermitte (Mont Saint-Père, 31 de julio de 1844-París, 28 de julio de 1925) fue un pintor, grabador e ilustrador francés del realismo pictórico. Debe parte de su renombre actual a los elogios que le dedicó Van Gogh.

## Biografía

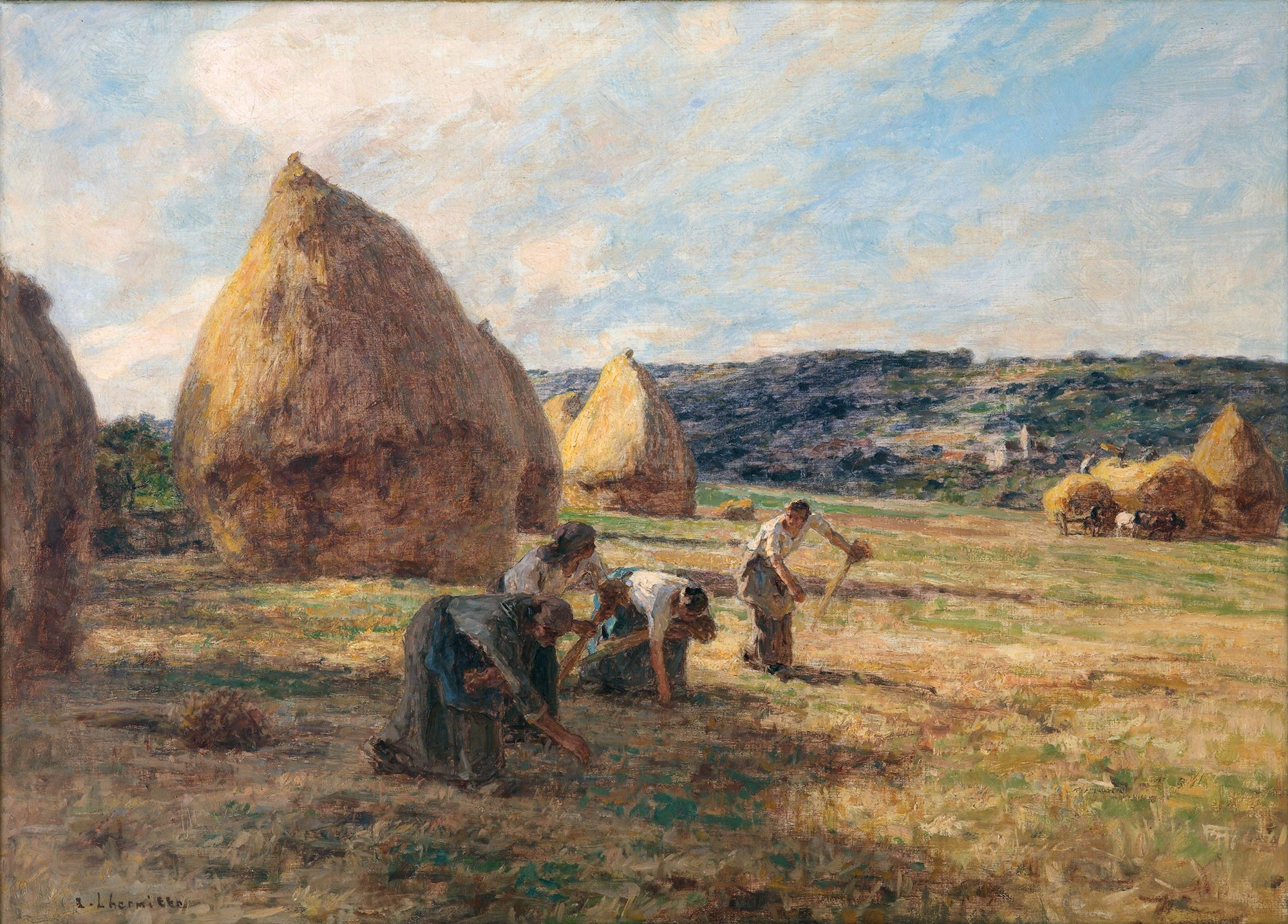
Les Glaneuses - Léon-Augustin Lhermitte

Nació en Mont Saint-Père (región del Aisne), hijo de un maestro de escuela de provincias. Su temprana habilidad en el dibujo fue recompensada con un premio del Estado, y en 1863 se trasladó a París, ingresando en la École Impériale de Dessin. Uno de sus profesores fue Horace Lecocq de Boisbaudran, famoso por su método de aprendizaje de la memoria visual.

Posteriormente, Lhermitte conoció a Henri Fantin-Latour y a Auguste Rodin, alumnos del mismo centro.

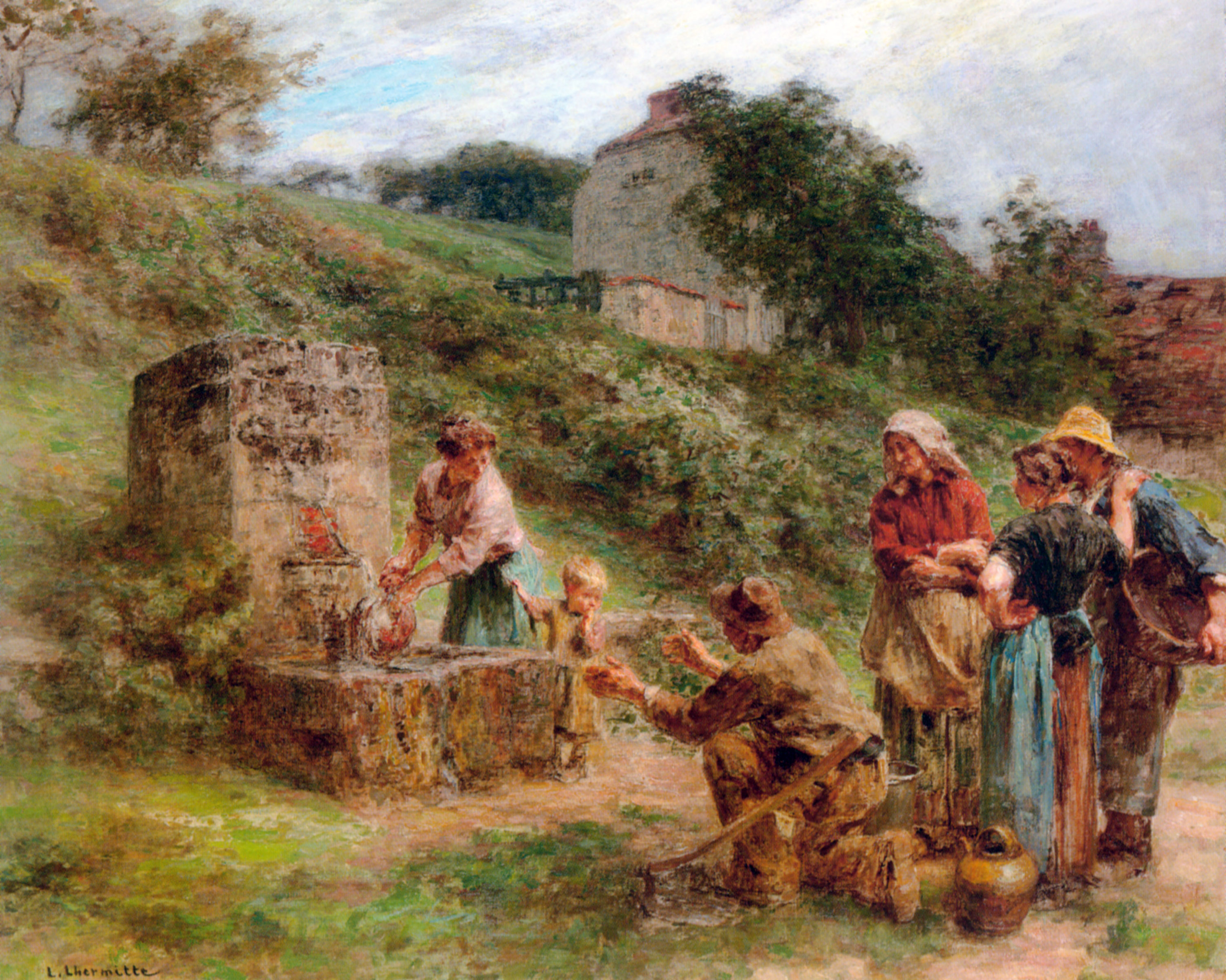
En la fuente (1914), pintura de Léon-Augustin Lhermitte.

En 1864, su dibujo a carboncillo Orillas del Marne cerca de Alfort, actualmente perdido, se exhibió en el Salón —exhibición anual—, donde el año siguiente presentó su primer cuadro, y siguió participando hasta 1889.
En 1866 le propusieron ilustrar el libro Paysagiste aux champs, de Frédéric Henriet. Tres años después, viajó a Londres y conoció allí a Alphonse Legros, quien le puso en contacto con el marchante Durand-Ruel. Su galería londinense de New Bond Street presentó las pinturas de Lhermitte, obteniendo buenas ventas.

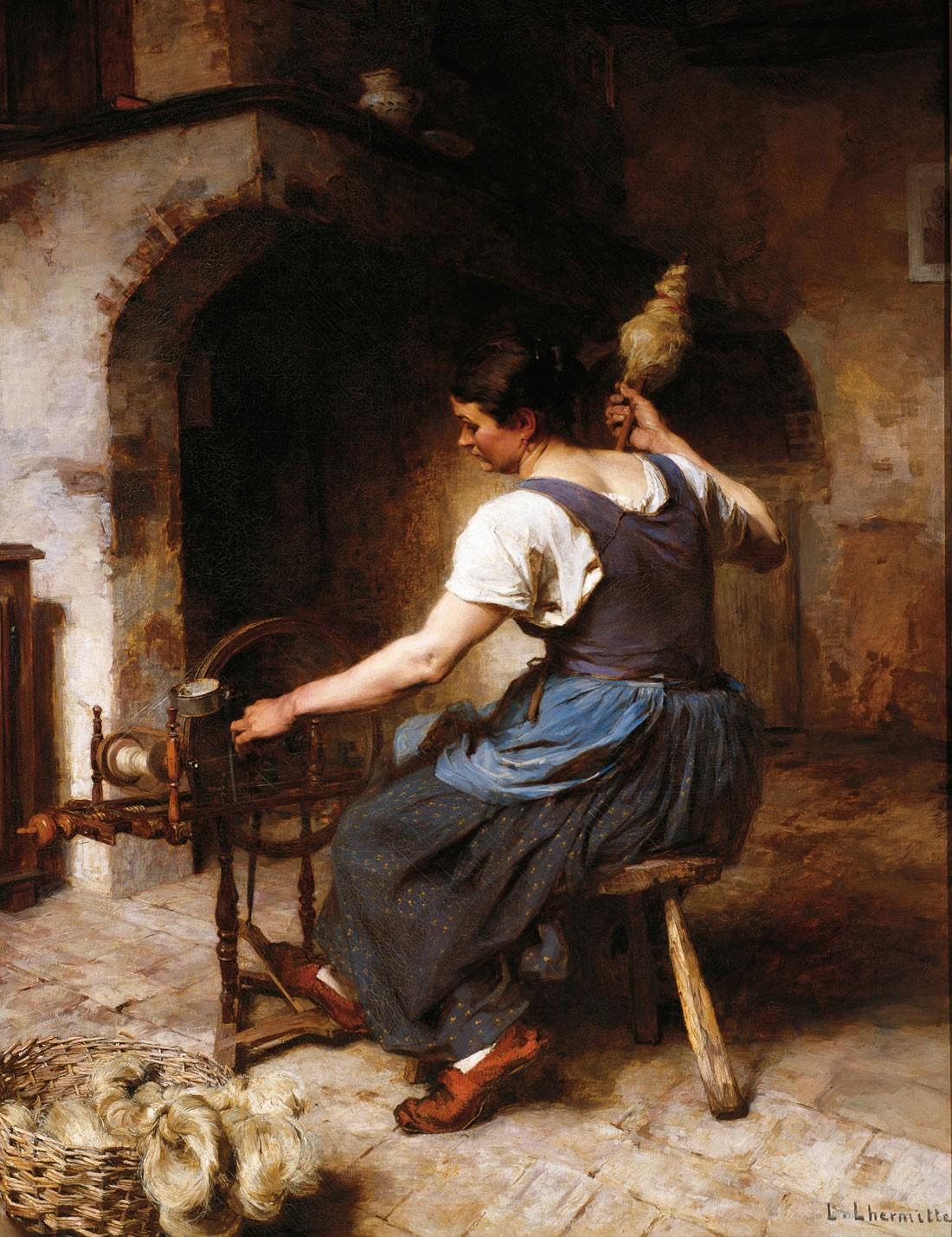
La Fileuse, Léon-Augustin Lhermitte.

Su cuadro La siega recibió una medalla en el Salón de 1874. Degas le propuso participar en la 4.ª exposición de los impresionistas (1879), pero Lhermitte se negó. Otro de sus cuadros, Segadores cobrando su jornal, fue una de las obras más señaladas del nuevo Museo del Luxemburgo.
En estos años, Lhermitte se convirtió en un artista moderno de renombre, admirado por Rodin, Puvis de Chavannes y Van Gogh, quien le comparó con Rembrandt por su maestría y modelado. A petición del gobierno, decoró la Salle des Commisions de la Sorbona. También la ciudad de París le encargó una gran pintura, Les Halles, para decorar el nuevo Hôtel de la Ville (Casa consistorial).
En la Exposición Universal de París de 1900, Lhermitte expuso siete pinturas. Se le otorgó la Legión de Honor, y en 1905 ocupó el sillón de Henner en la Academia de Bellas Artes.
Tras la Primera Guerra Mundial, Lhermitte tuvo problemas de salud y limitó su producción a algunos dibujos al pastel.
La temática principal de Lhermitte es el mundo rural, pero en este género ocupa una posición intermedia entre los autores de repetitivas escenas edulcoradas y los realistas más militantes, como Courbet y Millet. Al contrario que éstos, Lhermitte tuvo temprana aceptación, pero su fidelidad a la temática rural le ganó las simpatías de los artistas progresistas. 
Pintor poco conocido en España, de él hay dos pinturas en la Colección Carmen Thyssen-Bornemisza, destacando El mercado de Château-Thierry, de 1879.

## Colecciones
Lhermitte está representado en las colecciones permanentes de museos de todo el mundo, como el Philadelphia Museum of Art, el Metropolitan Museum of Art, el Smithsonian American Art Museum, el Dahesh Museum of Art, el Towneley Hall Art Gallery & Museum, el Centro de Recursos de los Museos de Glasgow, el Victoria and Albert Museum, la Manchester Art Gallery, la Aberdeen Art Gallery and Museums, el Museo de Arte de Milwaukee, el Museo de Arte de la Universidad de Michigan, el Kemper Art Museum, el Museo Thyssen-Bornemisza, el British Museum, el Museo McCord, el Museo de Brooklyn, la Galería Nacional de Canadá, el Museo de Arte Nelson-Atkins, el Smart Museum of Art, el Museo Chimei, el Museo de Arte de San Luis, el Museo de Arte de Toledo, y el Museo Van Gogh. 